# 대전지방법원 논산지원
대전지방법원 논산지원은 대전지방법원의 관할 사건 중에서 논산시 등을 관할하는 사건의 형사단독 사건, 즉결심판 사건의 재판과 논산시, 계룡시를 관할하는 등기에 관한 법원이다.

## 관할 구역
- 재판관할구역 :논산시, 계룡시, 부여군
- 등기관할구역 :논산시, 계룡시
- 즉결관할구역 :논산경찰서

## 시군법원
- 서천군법원
- 보령시법원
- 예산군법원

## 같이 보기
- 대한민국 법원
- 대전지방법원